# Quoted Printable
Quoted Printable је начин кодирања помоћу карактера ASCII сета који могу да се одштампају, тј. без контролних ASCII карактера. Карактери који не припадају том сету се приказују у облику =<hex>, где <hex> представља хексадецималну вредност кода карактера. За више информација погледајте RFC 2045.